# Вяртсильское городское поселение
Вя́ртсильское городско́е поселе́ние — муниципальное образование в Сортавальском муниципальном районе Республики Карелия Российской Федерации.
Административный центр и единственный населённый пункт поселения — посёлок городского типа Вяртсиля.

## Население
| 2006  | 2009  | 2010  | 2012  | 2013  | 2014  | 2015  |
| ----- | ----- | ----- | ----- | ----- | ----- | ----- |
| 3085  | ↘3031 | ↗3080 | ↘3077 | ↘3035 | ↘3013 | ↘2964 |
| 2016  | 2017  | 2018  | 2019  | 2020  | 2021  | 2023  |
| ↗2982 | ↘2970 | ↘2941 | ↗2974 | ↘2918 | ↘2104 | ↘2086 |